# Pardosa altamontis
Pardosa altamontis là một loài nhện trong họ Lycosidae.
Loài này thuộc chi Pardosa. Pardosa altamontis được Ralph Vary Chamberlin & Wilton Ivie miêu tả năm 1946.